# عقاب پرپا
عقاب پَرپا (نام علمی: Aquila pennata) یک پرنده شکاری از زیرتیرهٔ عقابیان است. این پرنده در اروپا، آفریقای شمالی و آسیا یافت می‌شود و از پرندگان مهاجر است. در نواحی شمالی ایران نیز یافت می‌شود.

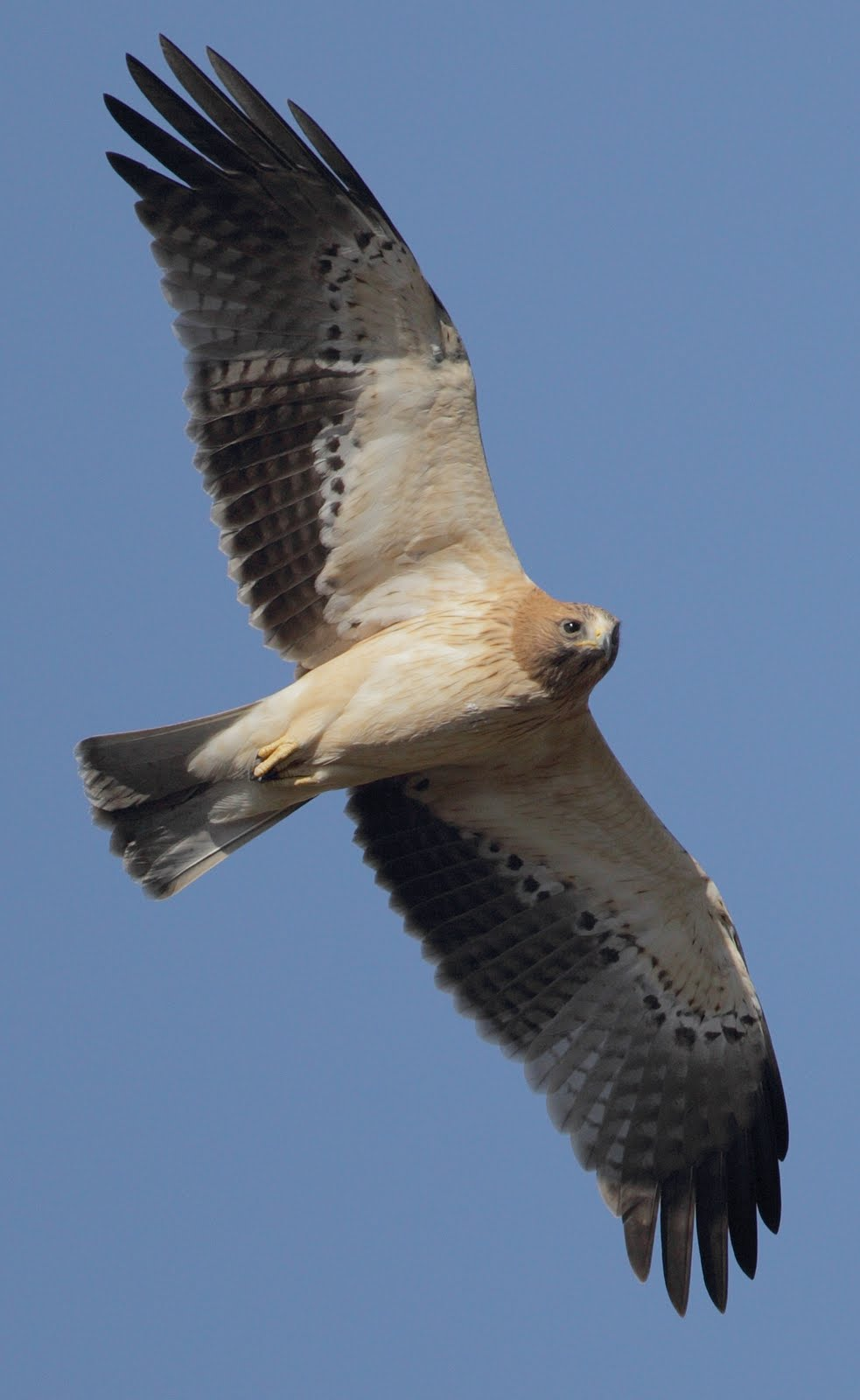
Aquila pennata

## نگارخانه

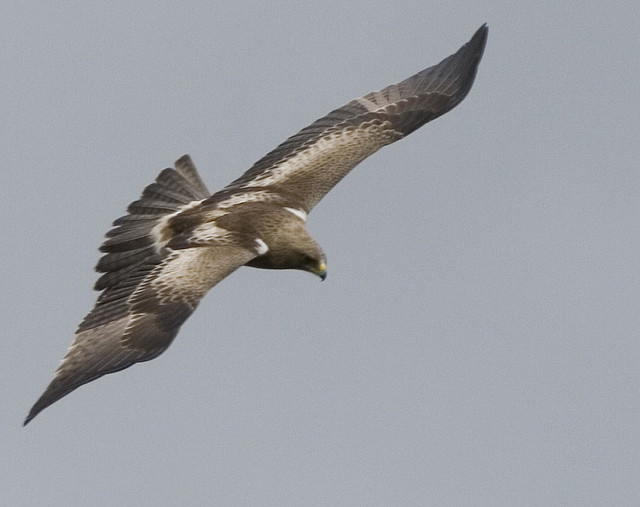
Booted Eagle showing the "Landing Lights" white markings on the wings/shoulders. An aid to identify this raptor. Sighting: Bundala, Sri Lanka
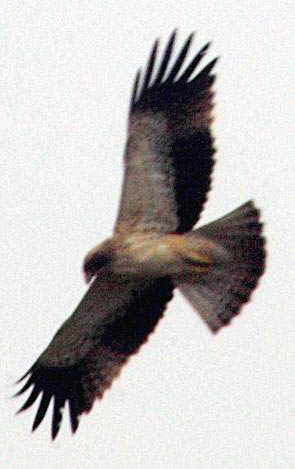
Pale phase Booted Eagle wintering in India
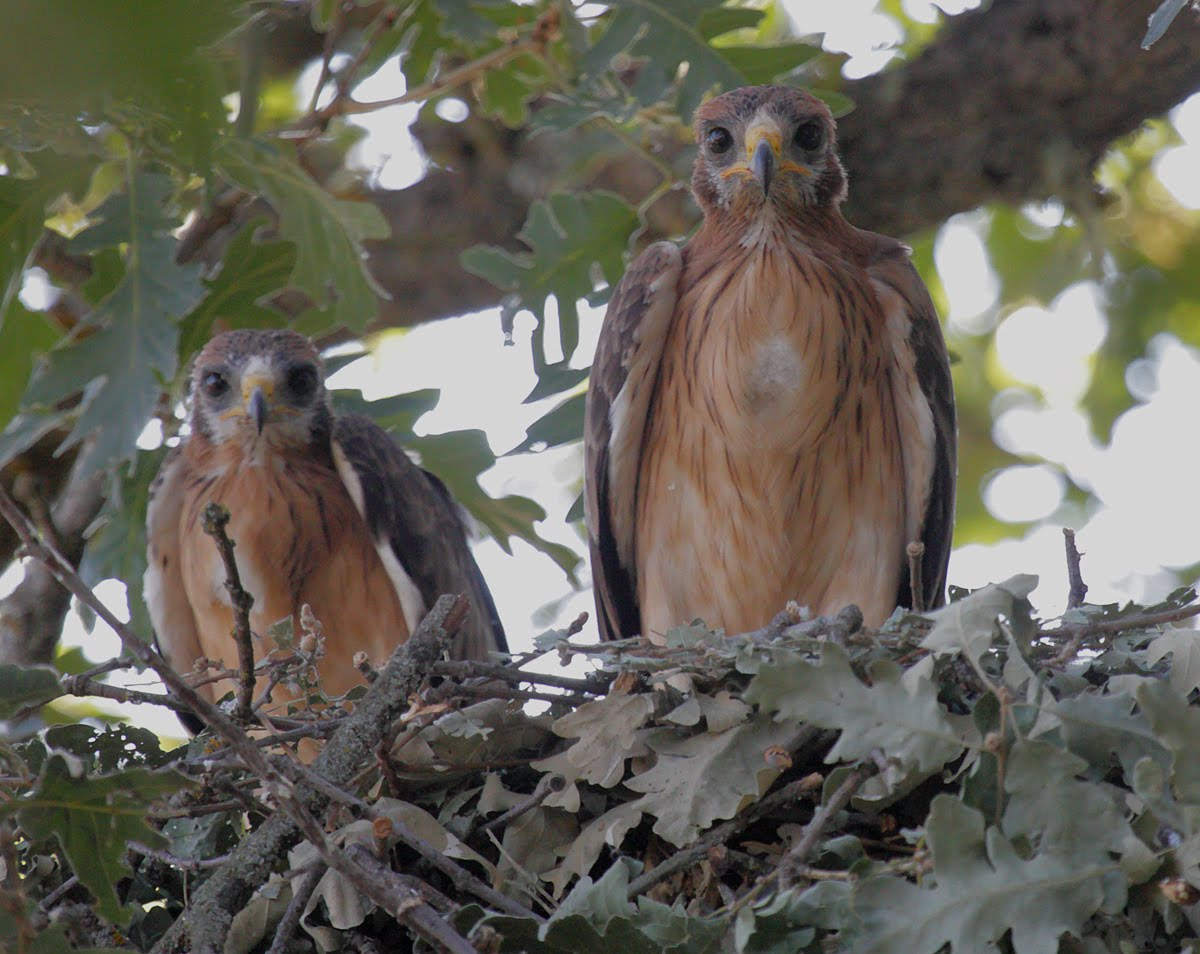
آشیانه A. pennata
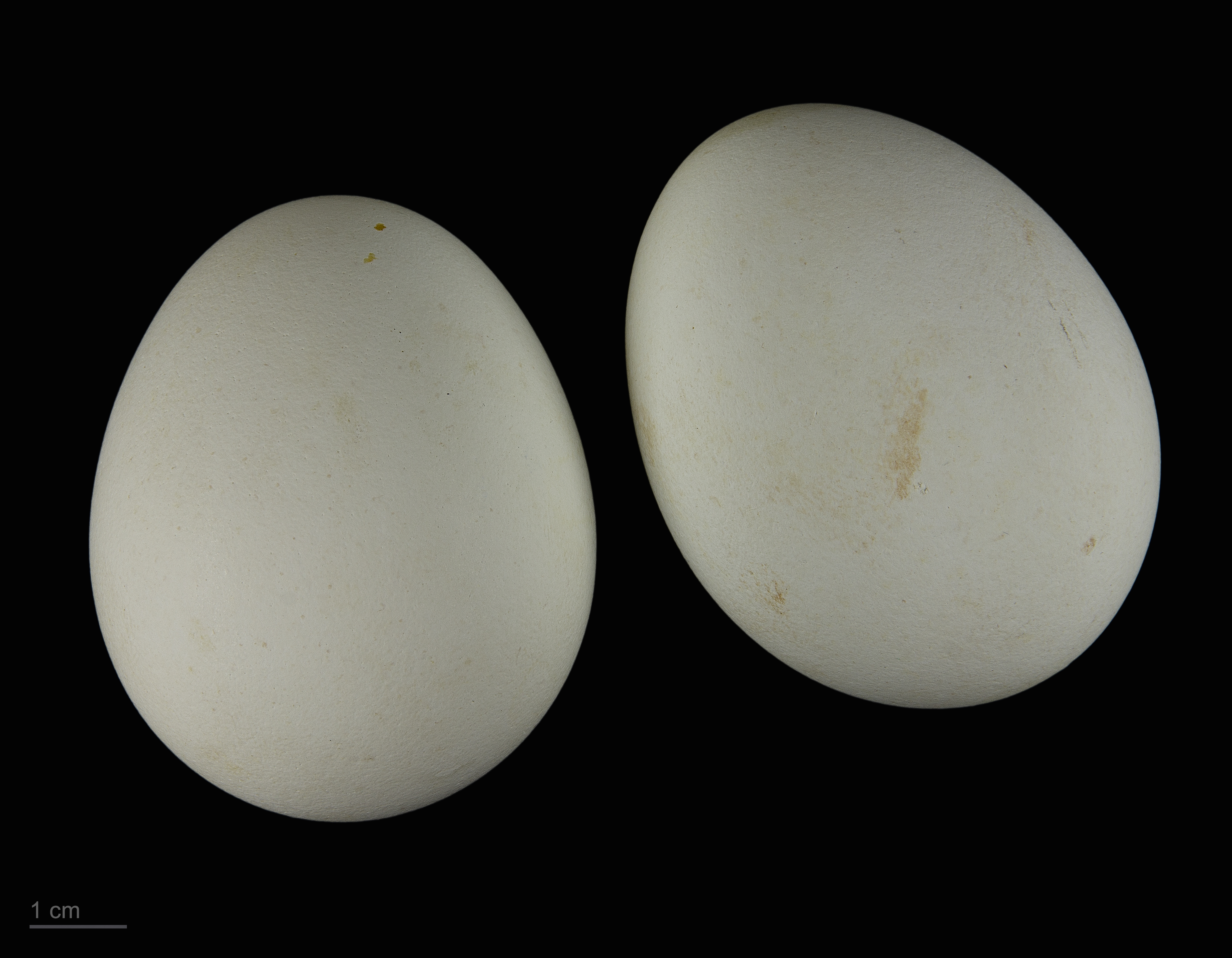
Museum specimen